# Ново-Міловатська волость
Ново-Міловатська волость — історична адміністративно-територіальна одиниця Богучарського повіту Воронізької губернії з центром у слободі Ново-Міловатка.
Станом на 1880 рік складалася 15 поселень, 5 сільських громад. Населення — 12 591 особа (6320 чоловічої статі та 6271 — жіночої), 1959 дворових господарств.
|                     | Площа, десятин | У тому числі орної, дес. |
| ------------------- | -------------- | ------------------------ |
| Сільських громад    | 29859          | 24088                    |
| Приватної власності | 8              | —                        |
| Іншої власності     | 396            | 297                      |
| Загалом             | 30263          | 24385                    |

Поселення волості на 1880 рік:
- Ново-Міловатка — колишня державна слобода при річці Міловатка за 71 версту від повітового міста, 6221 особа, 907 дворів, 2 православні церкви, школа, 5 лавок, постоялий двір, винокурний завод, 3 ярмарки на рік.
- Лесковий — колишній державний хутір, 827 осіб, 135 дворів, молитовний будинок, 2 шкіряних заводи.
- Медвежа — колишня державна слобода, 676 осіб, 116 дворів, православна церква.
- Попасна — колишня державна слобода, 750 осіб, 140 дворів, православна церква.
- Розсипний — колишній державний хутір, 569 осіб, 96 дворів.
- Хвощевата (Фощевата) — колишня державна слобода, 920 осіб, 120 дворів, православна церква, шкіряний завод.
- Хрищата (Хрещата) — колишня державна слобода, 1202 особи, 260 дворів, православна церква, шкіряний завод.

За даними 1900 року у волості налічувалось 15 поселень із переважно українським населенням, 8 сільських товариств, 335 будівель й установ, 3358 дворових господарств, населення становило 15 631 особа (7943 чоловічої статі та 7688 — жіночої).
1915 року волосним урядником був Олександр Дмитрович Лакоценін, старшиною був Іван Петрович Деменьєвський, волосним писарем — Михайло Семенович Волов'янов.